# Iuri Borzakovski
Iuri Mikhailovitch Borzakovski (em russo:  Юрий Михайлович Борзаковский) (Kratovo, 12 de abril de 1981) é um atleta russo. Foi campeão olímpico nos 800 metros durante os Jogos Olímpicos de Verão de 2004 em Atenas, na Grécia.